# Chiesa cattolica in Liberia
La Chiesa cattolica in Liberia è parte della Chiesa cattolica universale in comunione con il vescovo di Roma, il papa.

## Storia
La Chiesa cattolica è presente nel Paese almeno dal 1533, quando la regione è posta sotto la giurisdizione della diocesi di Santiago di Capo Verde. La vera evangelizzazione della regione inizia con l'arrivo del sacerdote statunitense p. Barron, che nel 1843 è nominato vicario apostolico delle Due Guinee (oggi arcidiocesi di Libreville), la cui giurisdizione si estendeva fino all'attuale Liberia. Le più grandi difficoltà incontrate dai missionari sono dovute alle dure condizioni climatiche, che costrinsero prima i padri Spiritani e poi i padri della S.M.A. ad abbandonare la regione in più occasioni, a causa dei continui decessi dei missionari. Nel 1903 è eretta la prefettura apostolica della Liberia, affidata dapprima ai padri Monfortani e poi ai missionari di Lione; nel 1934 la prefettura diventa vicariato apostolico, nel 1981 diventa l'arcidiocesi di Monrovia. Nel 1946 è ordinato il primo sacerdote autoctono e nel 1972 il primo vescovo liberiano.

## Organizzazione territoriale
La Chiesa cattolica è presente sul territorio con 1 sede metropolitana e 2 diocesi suffraganee:
- Arcidiocesi di Monrovia
  - Diocesi di Capo Palmas
  - Diocesi di Gbarnga

## Statistiche
Alla fine del 2013 la Chiesa cattolica in Liberia contava:
- 57 parrocchie;
- 61 preti;
- 70 suore religiose;
- 174 istituti scolastici;
- 30 istituti di beneficenza.

La popolazione cattolica ammontava a 314.405 cristiani, pari all'8,03% della popolazione.
L'episcopato della Liberia è riunito nella Conferenza dei Vescovi Cattolici della Liberia (Catholic Bishops' Conference of Liberia ).

## Nunziatura apostolica
La delegazione apostolica della Liberia è stata istituita nel 1929 e il 15 luglio 1951 elevata al rango di internunziatura. La nunziatura apostolica fu istituita il 7 marzo 1966 con il breve Quae publica di papa Paolo VI. Il 26 dicembre 1970, con il breve Christi amor del medesimo papa Paolo VI, i territori del Gambia e della Sierra Leone furono sottratti alla delegazione apostolica dell'Africa Centro-Occidentale ed aggiunti alla nunziatura della Liberia.

### Internunzi apostolici
- John Collins, S.M.A., arcivescovo titolare di Tala (12 luglio 1951 - 3 marzo 1961 deceduto)
- Francis Carroll, S.M.A., vescovo titolare di Sozopoli di Emimonto, dal 1964 arcivescovo titolare di Gabula (9 novembre 1961 - 7 marzo 1966 nominato pro-nunzio apostolico)

### Pro-nunzi apostolici
- Francis Carroll, S.M.A., arcivescovo titolare di Gabula (7 marzo 1966 - 25 agosto 1979 dimesso)
- Johannes Dyba, arcivescovo titolare di Neapoli di Proconsolare (25 agosto 1979 - 1º giugno 1983 nominato arcivescovo, titolo personale, di Fulda)
- Romeo Panciroli, M.C.C.I., arcivescovo titolare di Noba (6 novembre 1984 - 18 marzo 1992 nominato pro-nunzio apostolico in Iran)
- Luigi Travaglino, arcivescovo titolare di Lettere (4 aprile 1992 - 2 maggio 1995 nominato nunzio apostolico in Nicaragua)

### Nunzi apostolici
- Antonio Lucibello, arcivescovo titolare di Thurio (8 settembre 1995 - 27 luglio 1999 nominato nunzio apostolico in Paraguay)
- Alberto Bottari de Castello, arcivescovo titolare di Foraziana (18 dicembre 1999 - 1º aprile 2005 nominato nunzio apostolico in Giappone)
- George Antonysamy, arcivescovo titolare di Sulci (4 agosto 2005 - 21 novembre 2012 nominato arcivescovo di Madras e Mylapore)
- Mirosław Adamczyk, arcivescovo titolare di Otricoli (22 febbraio 2013 - 12 agosto 2017 nominato nunzio apostolico a Panama)
- Dagoberto Campos Salas, arcivescovo titolare di Forontoniana (28 luglio 2018 - 14 maggio 2022 nominato nunzio apostolico a Panama)
- Walter Erbì, arcivescovo titolare di Nepi, dal 16 luglio 2022

## Conferenza episcopale
L'episcopato locale costituisce la Conferenza dei vescovi cattolici della Liberia (Catholic Bishops' Conference of Liberia, CBCL).
La CBCL è membro della Regional Episcopal Conference of West Africa (RECOWA) e del Symposium of Episcopal Conferences of Africa and Madagascar (SECAM).
Elenco dei presidenti della Conferenza episcopale:
- Arcivescovo Michael Kpakala Francis (1999 - 2005)
- Arcivescovo Lewis Zeigler (marzo 2005 - 2017
- Vescovo Anthony Fallah Borwah, dal 2017

Elenco dei segretari generali della Conferenza episcopale:
- Presbitero Gabriel Blamo Jubwe (1998 - 2001)
- Presbitero Dennis Cephas Nimene, dal 2018